# Julian Hellmann
Pour les articles homonymes, voir Hellmann.
Julian Hellmann (né le 20 décembre 1990 à Melle) est un coureur cycliste allemand, membre de l'équipe Embrace the World.

## Biographie
En 2017, Julian Hellmann remporte la cinquième étape du Tour du Sénégal,. Il termine cette course à la cinquième place du classement général. La même année, il se classe quatrième du Tour de Guyane
En juillet 2018, il s'impose sur la troisième étape du Tour de Martinique.

## Palmarès
- 2017
  - 5e étape du Tour du Sénégal
- 2018
  - 3e étape du Tour de Martinique
  - 3e et 5e étapes du Tour du Rwanda
- 2019
  - Classement général du Tour du Togo

## Classements mondiaux
| Année           | 2016 | 2017 |
| --------------- | ---- | ---- |
| UCI Africa Tour | 72e  |      |
| UCI Asia Tour   |      | 217e |